# Трусов, Юрий Сергеевич
Юрий Сергеевич Тру́сов (1914—1991) — советский прозаик и поэт, романист, автор исторических романов. Наиболее известным произведением является роман-трилогия «Хаджибей», который воспроизводит события, происходившие на юге Украины в конце XVIII и первой четверти XIX ст.

## Происхождение
Юрий Сергеевич Трусов родился 3 апреля 1914 года в г. Одессе в дворянской семье. В роду Трусовых почти все мужчины делали военную карьеру, многие дослужились до генеральских эполет.
Прадед — Александр Иванович Трусов (1814-1898), генерал-майор, командир С.Петербургской бригады пограничной стражи.
Двоюродный дед — Евгений Александрович Трусов (1850—1904) — участник русско-японской войны, капитан первого ранга, командир легендарного крейсера «Рюрик», повторивший подвиг «Варяга». Крейсер «Рюрик» 14 августа 1904 года попытался прорваться во Владивосток из осаждённого Порт-Артура. Вступил в неравный бой с японцами. Когда все артиллерийские установки на корабле были уничтожены, экипаж корабля, не желая сдаваться в плен, затопил корабль. Е. А. Трусов умер от ран на борту корабля.
При написании романа «Крейсера», посвященному этим событиям, Валентин Пикуль вёл переписку с Юрием Трусовым, уточняя некоторые детали биографии Евгения Трусова, который являлся одним из героев этого произведения.
Дед — Борис Александрович Трусов (— 1913), единственный из всей семьи не пошёл по военной части. Его мать буквально валялась в ногах у отца, упросив его разрешения на гражданскую службу. Борис Александрович работал  в   таможне Риги  и Астрахани, имел чин коллежского советника. Очень любил искусство, сам занимался живописью. Он был дальтоником и картины писал только чёрно-белыми красками. Умер в 1913 году от рака губы, так как не видел цвета и краски различал, пробуя на вкус. Был очень добрым человеком. Солдаты таможни попросили даже задержать похороны до их увольнения, чтобы они могли попрощаться. Их просьба была удовлетворена.
Отец — Трусов Сергей Борисович (1893—1938) — родился в г. Риге. Решив пойти по стопам отца, он в 1911 году окончил Астраханское реальное училище и до первой мировой войны тоже работал в Астраханской таможне. В 1916 году окончил Юнкерское училище в Казани и был отправлен на фронт. Будучи офицером царской армии, командовал ротой. Был награждён орденами Святой Анны третьей и четвёртой степени и Святого Станислава третьей степени.
Мать — Сицинская Александра Максимовна (1890—1970) была из старинного польского дворянского рода, имевшего не менее впечатляющую историю. Один из её давних предков, Владислав Сицинский , был известен тем, что в 1652 году, не согласившись с предложением продлить заседания польского сейма, впервые использовал право «вето» и демонстративно покинул зал. Этот случай имел весьма серьёзные последствия, он создал прецедент, после которого ни один закон не принимался, так как было достаточно одного голоса, чтобы его не утвердить. У Адама Мицкевича есть поэма «Привал в Упите», рассказывающая о легендах, связанных с этим человеком. Александра Максимовна закончила гимназию в Варшаве, свободно владела тремя иностранными языками, была очень красива. Они с Сергеем Борисовичем познакомились в Москве, поженились, и 3 апреля 1914 года у них родился сын Юрий.

## Биография
После революции семья жила в Астрахани, где в 1929 году, Юрий Трусов окончил семилетку. В течение 1930—1934 гг. учился на механическом отделении Астраханского водного техникума.
В 1934 году семья возвращается в Одессу, где его отцу предложили работать инспектором таможни. Юрий Сергеевич учился в институте водного транспорта и работал мастером на заводе «Большевик».
13 апреля 1936 года Юрий Трусов женился на Агнессе Павловне Лозинской (1913—1995). Осенью того же года был призван на службу в Красную армию.
7 февраля 1937 года родилась дочь — Ирина Трусова, а в декабре 1937 года арестовали его отца, Сергея Борисовича. Его объявили «врагом народа» и осудили по статье 58 Уголовного кодекса за участие в контрреволюционной военно-офицерской организации с целью свержения советской власти. 26 апреля 1938 года он был расстрелян. И только после смерти Юрия Трусова в 1991 году Сергей Борисович был посмертно реабилитирован.
В 1939 году Юрий Трусов демобилизовался из армии и устроился мастером на завод «Красный Октябрь». В 1940 году поступил в Одесский педагогический институт.
Первые стихи были опубликованы в одесской газете «Большевистское знамя» в марте 1938 года. Тогда же он стал членом литературного объединения при Одесской писательской организации.
Во время Великой Отечественной войны находился на Юго-Западном и Сталинградском фронтах, был дважды ранен под Курском и Сталинградом. В годы войны он публиковался не только во фронтовой печати, но и в областных и республиканских газетах, выступал на радио.
Окопы рыли зло и торопливо,

Лопаты влажный прорезали слой.

И глина вспыхивала яркой гривой

От каждого броска, от влаги дождевой...
Демобилизовался в звании сержанта. Награждён орденом Отечественной войны 2-й степени и медалями.
Вернувшись с фронта, работал журналистом в ряде одесских газет, выпустил три сборника стихов — «Утро на берегу» (1945 г.), «На вахте» (1948 г.), «Родной берег» (1954 г.)
Нам не забыть тебя, последняя, без сна,

в ракетных всплесках полночь фронтовая,

когда вдруг грянула салютами весна,

и мы вдохнули мирный воздух мая...
С 1948 года Ю. С. Трусов — член Союза писателей СССР. С 1951 по 1954 работал литературным сотрудником в газете «Моряк».
К 1954 году брак с А. П. Лозинской распался и Юрий Трусов знакомится с Лидией Яковлевной Селютиной, писательницей и драматургом, которая впоследствии станет его второй женой.
Постепенно Юрий Трусов стал переходить на прозу. И в 1958 году киевское издательство «Радянський письменник» выпустило в свет роман «Падение Хаджибея» его первое прозаическое произведение, положившее начало исторической трилогии «Хаджибей». «Хаджибей» пользовался большой популярностью и был наиболее известным и читаемым романом об истории Одессы. Только при жизни автора он переиздавался восемь раз.
Известный украинский режиссёр Николай Винграновский написал сценарий по первой части трилогии «Падение Хаджибея». Однако сценарий был положен на полку, так как МИД СССР запретил съемки из-за опасения испортить советско-турецкие отношения.
Некоторые произведения Трусова издавались в переводах на украинском, болгарском и молдавском языках. Он также переводил стихи и рассказы украинских литераторов.
Большинство романов, повестей и сборников стихов перед тем, как выйти в свет отдельными изданиями, печатались в журналах Киева, Москвы, альманахах Одессы и других городах.
В 1974 и 1984 годах был награждён грамотами Президиума Верховного Совета Украинской ССР за заслуги в развитии советской литературы .
Скончался 7 марта 1991 года на 77-м году жизни от острой сердечной недостаточности. Похоронен на Втором одесском кладбище (участок 51).
В одном из своих последних стихотворений поэт писал:
Когда умру, страдая и любя,

Как все поэты и как все повесы,

То вновь воскресну в звонкой бронзе я 

На самой скромной улице Одессы.
И действительно, на доме, где жил Юрий Трусов, висит мемориальная доска с его бронзовым профилем.

## Творчество
В 1945 году выходит книга солдатских стихов «Утро на берегу».
В 1948 году — поэтический сборник «На вахте»
В 1954 году — сборник стихов «Родной берег».
В 1958 году — повесть «Падение Хаджибея».
В 1964 году — роман «Утро Одессы» — вторая книга трилогии «Хаджибей».
В 1968 году — роман «Каменное море» — заключительная книга трилогии «Хаджибей».
В 1963 году — роман «Когда рядом друг».
В 1974 году — повесть «Даль».
В 1976 году — поэтический сборник «Морская былина».
В 1980 году — роман «Проникновение в тайну».
В 1984 году — сборник повестей и рассказов «Встреча с мечтой».
В 1984 году — четвёртая книга эпопеи «Хаджибей» — роман «Зелёная ветвь».
В 1989 году в киевском издательстве «Дніпро» выходит «Избранное» Юрия Трусова.
В 1991 году выходит сборник повестей и рассказов «Рубец на сердце»
Общий тираж книг при жизни писателя (исключая журналы) превышает 700 000 экземпляров
В 2004 году вышла в свет пятая, заключительная часть «Хаджибея» — роман «Золотые эполеты», издательство «Астропринт»
В 2014 году к 100-летию автора была переиздана трилогия «Хаджибей», издательство «СМИЛ».
В 2015 году за историко-литературную трилогию «Хаджибей» Юрий Трусов посмертно стал лауреатом XVI Общенационального конкурса «Українська мова — мова єднання» в номинации «Нема безіменних героїв».
В 2015 году издательство «Центрполиграф» выпустило двухтомник:1-й том — «Падение Хаджибея», «Утро Одессы», 2-й том — «Каменное море».
В 2020 году вышло совместное издание поэмы Игоря Потоцкого «Фантазии о Юрии Трусове» и повести «Падение Хаджибея», Издательство  «Друк Південь».

### Роман «Хаджибей
Роман-трилогия «Хаджибей» рассказывает о событиях, происходивших на юге Украины в конце XVIII и в первой четверти XIX столетия.
Роман состоит из трёх частей: «Падение Хаджибея», «Утро Одессы», «Каменное море».
Главным героем произведения является казак Кондрат Хурделица, прообразом которого послужил есаул войска черноморских казаков Кондратий Табанец. Кроме вымышленных персонажей автор воссоздает также образы полководцев Суворова, Гудовича, Де Рибаса, Кутузова, дюка де Ришельё, графа Воронцова, декабристов Пестеля и Раевского, молодого Пушкина и многих других известных исторических личностей.
Сюжет романа очень динамичен. Судьба бросает героев книги в степи, захваченные татарскими ордами, к стенам турецкой крепости Хаджибей, в гарем Ахмет-паши, в Одессу, охваченную чумой, в катакомбы, на бал к графу Воронцову…
В романе много батальных сцен: стычки с ордынцами и турками, осада и взятие крепости Хаджибей, грандиозная панорама Измаильского сражения, битва на Березине. Они показаны с разных позиций, глазами разных людей. но каждая такая сцена волнует, вызывает гордость за своих предков.
Несмотря на то, что роман является историческим, книга написана легко и выдержана в лучших традициях приключенческого жанра. Мастерская интрига, неожиданные повороты сюжета заставляют читателя с неослабевающим интересом следить за судьбами героев.

### Рецензии
После выхода трилогии «Хаджибей» последовало более 50 рецензий и литературоведческих статей, опубликованных в различных журналах и газетах. Вот некоторые из них:
- «Октябрь» № 9, Москва, 1964. Статья «Хаджибей» Алексея Маркова: «это не просто приключенческий роман. В нём раскрыты разнообразные и интересные характеры людей того героического времени, людей, руками которых творилась история»
- «Комсомольська іскра» № 91, Одеса, 1969. Стаття «Завершення трилогії» Дмитра Сергієвича: «Трилогія Ю. Трусова значний твір нашої історичної прози».
- «Літературна Україна» № 16, Київ, 1969. Стаття «Воїни та будівельники» Євгена Арутинова: «Десять років працював письменник над трилогією і сотворив велике художнє полотно».
- «Знамя коммунизма» № 117, Одесса, 1969. Статья «Страница былого» проф. Андрея Недзведского: «Роман Юрия Трусова прочтется с несомненным интересом каждым, кто любит историю».
- «Радуга» № 2, Киев, 1970. Статья «Трилогия о прошлом Одессы» Петра Маркушевского: «Трилогия Юрия Трусова о прошлом Одессы … произведение значительное… Об этом свидетельствует тот большой интерес, с которым встретил его читатель».
- «Мои близкие дали», Москва, издательство «Советская Россия», 1973. А. Бальбуров: «Ю. С. Трусов — писатель талантливый и сильный, с фантазией широкой и смелой…автор книг, в которых осуществлен большой замысел — художественная биография Одессы».
- «Радуга» № 7, Киев, 1974. Статья «Как оживают герои» Алексея Роготченко: «Можно с уверенностью сказать, что большой и многолетний труд Юрия Трусова — роман „Хаджибей“ замечательное явление в советской исторической литературе».

## Память о Трусове
В 1991 году была установлена мемориальная доска на доме № 6 по улице Леонтовича г. Одессы, где писатель провёл свои последние годы.

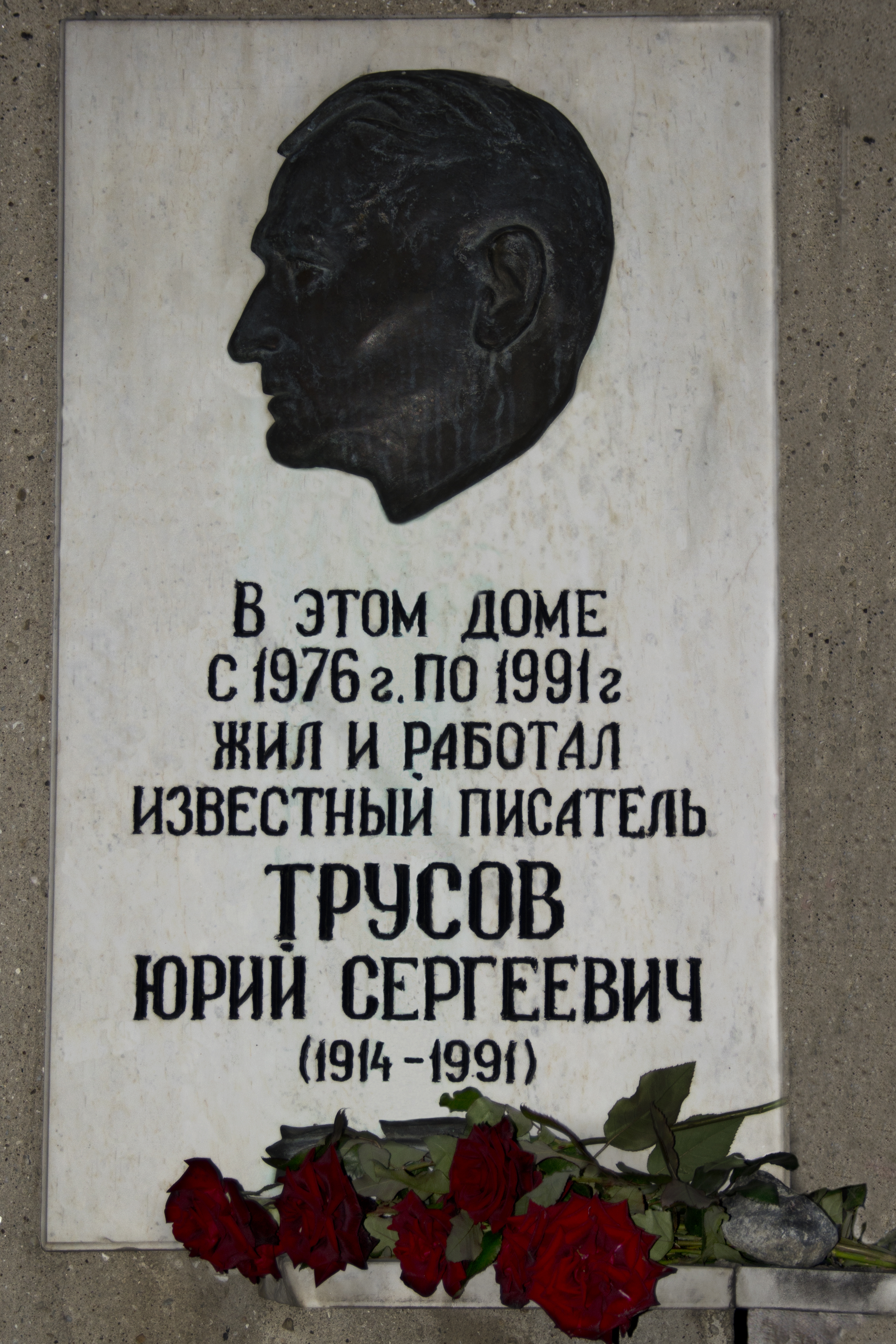
Мемориальная доска Юрию Трусову

В 1994 году библиотеке № 33, расположенной по адресу: Французский бульвар, 22, было присвоено имя Юрия Трусова.